# Himlad
Himlad (‘llanura fría’ en sindarin) es una tierra ficticia descrita en el legendarium del escritor británico J. R. R. Tolkien, que aparece en su novela El Silmarillion.

## Ubicación
Las tierras de Himlad se encuentran al noreste de Doriath, delimitadas por los cursos de los ríos Aros, al oeste y Celon, en el este, donde también se encuentra el bosque de Nan Elmoth. Al norte limita con el paso de Aglon, que se abre a la llanura de Lothlann y las colinas de Himring, siendo su límite sur las tierras de Arthorien.
En el curso superior del Aros se encuentra el vado de Arossiach, que comunica Himlad con las tierras de Dor Dínen, por medio del camino viejo que las atraviesa y comunica con el peligroso valle de Nan Dungortheb.

## Etimología
El nombre Himlad es sindarin. Está compuesto por las palabras him (‘frío’) y lad (‘llanura’).

## Historia ficticia
Estas tierras reciben su nombre a causa del viento frío que sopla desde el norte, a través del ‘Paso de Aglon’. Salvo en el sur, donde se encuentra el bosque de las tierras de Arthorien, estas tierras están despobladas de árboles.
Antes del regreso de los Noldor a Beleriand, Himlad estaba despoblada. Fue entonces cuando Celegorm y Curufin, hijos de Fëanor, acordaron gobernar juntos estas tierras. Se fortificó el paso de Aglon contra los ataques desde el norte, quedando al cargo de Curufin, que estableció allí su residencia. Maedhros se sumó a la defensa del norte de Himlad defendiendo las colinas de Himring, una parte de la conocida como Frontera de Maedhros.
Himlad permaneció bajo el control de Celegorm y Curufin hasta la batalla de la Dagor Bragollach, donde fueron derrotados por los ejércitos de Morgoth, que invadieron Himlad desde Aglon. El paso fue forzado, aunque los ejércitos de Morgoth pagaron por ello un alto precio, y Celegorm y Curufin huyeron derrotados hacia el sur y el oeste por las fronteras de Doriath, y cuando por fin llegaron a Nargothrond, buscaron refugio con Finrod Felagund.

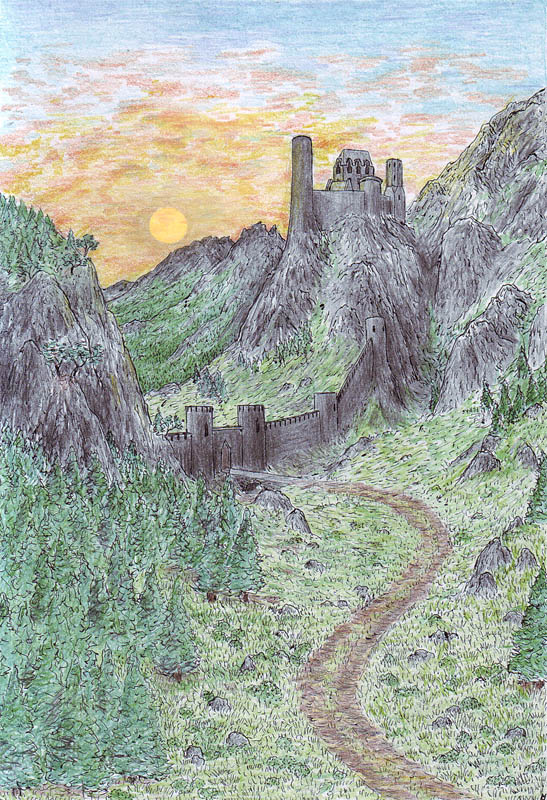
El Paso de Aglon, al norte de Himlad.

Maedhros resistió con valor en las colinas de Himring, pero finalmente sucumbió a la superioridad de los ejércitos de la sombra.
Con la partida de Celegorm y Curufin, Himlad cayó bajo el poder de Morgoth hasta el final de la Primera Edad.